# 마산부 (선거구)
마산부는 대한민국의 옛 국회의원 선거구이다. 당시 경상남도 마산부 일대를 관할했다.

## 역사
제헌 국회의원 선거를 앞두고 마산부 전 지역을 관할하는 선거구로 신설되었다.
1949년 8월 15일, 마산부가 마산시로 개칭되었다. 이에 제2대 국회의원 선거를 앞두고 마산시 선거구로 개편되었다.

## 역대 국회의원
| 선거 | 선거 | 의원   | 정당   |
| ---- | ---- | ------ | ------ |
|      | 1948 | 권태욱 | 무소속 |

## 역대 선거 결과

### 대한민국 제헌 국회의원 선거
|  | 44.63% |

|  | 29.00% |

|  | 26.35% |